# Hamari Traoré
Hamari Traoré (Bamako, 27 gennaio 1992) è un calciatore maliano, difensore della Real Sociedad e della nazionale maliana.

## Caratteristiche tecniche
È un terzino destro.

## Carriera

### Club
Ha giocato nella prima divisione francese (con Stade Reims e Rennes) ed in quella belga (con il Lierse), oltre che nella seconda divisione francese (con il Paris FC).
Il 9 giugno 2023 sigla un contratto biennale con gli spagnoli della Real Sociedad, con decorrenza a partire dal 1º luglio seguente.

### Nazionale
Ha esordito in nazionale nel 2015. Ha partecipato alla Coppa d'Africa nel 2017, nel 2019, nel 2021 e nel 2023.

## Statistiche

### Cronologia presenze e reti in nazionale
| Cronologia completa delle presenze e delle reti in nazionale ― Mali | Cronologia completa delle presenze e delle reti in nazionale ― Mali | Cronologia completa delle presenze e delle reti in nazionale ― Mali | Cronologia completa delle presenze e delle reti in nazionale ― Mali | Cronologia completa delle presenze e delle reti in nazionale ― Mali | Cronologia completa delle presenze e delle reti in nazionale ― Mali | Cronologia completa delle presenze e delle reti in nazionale ― Mali | Cronologia completa delle presenze e delle reti in nazionale ― Mali |
| Data                                                                | Città                                                               | In casa                                                             | Risultato                                                           | Ospiti                                                              | Competizione                                                        | Reti                                                                | Note                                                                |
| ------------------------------------------------------------------- | ------------------------------------------------------------------- | ------------------------------------------------------------------- | ------------------------------------------------------------------- | ------------------------------------------------------------------- | ------------------------------------------------------------------- | ------------------------------------------------------------------- | ------------------------------------------------------------------- |
| 9-10-2015                                                           | Troyes                                                              | Burkina Faso                                                        | 1 – 4                                                               | Mali                                                                | Amichevole                                                          | -                                                                   |                                                                     |
| 25-3-2016                                                           | Bamako                                                              | Mali                                                                | 1 – 0                                                               | Guinea Equatoriale                                                  | Qual. Coppa d'Africa 2017                                           | -                                                                   | 17’                                                                 |
| 4-6-2016                                                            | Giuba                                                               | Sudan del Sud                                                       | 0 – 3                                                               | Mali                                                                | Qual. Coppa d'Africa 2017                                           | -                                                                   |                                                                     |
| 4-9-2016                                                            | Bamako                                                              | Mali                                                                | 5 – 2                                                               | Benin                                                               | Qual. Coppa d'Africa 2017                                           | -                                                                   |                                                                     |
| 8-10-2016                                                           | Bouaké                                                              | Costa d'Avorio                                                      | 3 – 1                                                               | Mali                                                                | Qual. Mondiali 2018                                                 | -                                                                   |                                                                     |
| 12-11-2016                                                          | Bamako                                                              | Mali                                                                | 0 – 0                                                               | Gabon                                                               | Qual. Mondiali 2018                                                 | -                                                                   |                                                                     |
| 7-1-2017                                                            | Marrakech                                                           | Burkina Faso                                                        | 2 – 1                                                               | Mali                                                                | Amichevole                                                          | -                                                                   | 34’                                                                 |
| 17-1-2017                                                           | Port-Gentil                                                         | Mali                                                                | 0 – 0                                                               | Egitto                                                              | Coppa d'Africa 2017 - 1º turno                                      | -                                                                   |                                                                     |
| 21-1-2017                                                           | Port-Gentil                                                         | Ghana                                                               | 1 – 0                                                               | Mali                                                                | Coppa d'Africa 2017 - 1º turno                                      | -                                                                   |                                                                     |
| 25-1-2017                                                           | Oyem                                                                | Uganda                                                              | 1 – 1                                                               | Mali                                                                | Coppa d'Africa 2017 - 1º turno                                      | -                                                                   |                                                                     |
| 10-6-2017                                                           | Bamako                                                              | Mali                                                                | 2 – 1                                                               | Gabon                                                               | Qual. Coppa d'Africa 2019                                           | -                                                                   |                                                                     |
| 1-9-2017                                                            | Rabat                                                               | Marocco                                                             | 6 – 0                                                               | Mali                                                                | Qual. Mondiali 2018                                                 | -                                                                   |                                                                     |
| 5-9-2017                                                            | Bamako                                                              | Mali                                                                | 0 – 0                                                               | Marocco                                                             | Qual. Mondiali 2018                                                 | -                                                                   |                                                                     |
| 6-10-2017                                                           | Bouaké                                                              | Mali                                                                | 0 – 0                                                               | Costa d'Avorio                                                      | Qual. Mondiali 2018                                                 | -                                                                   |                                                                     |
| 9-9-2018                                                            | Juba                                                                | Sudan del Sud                                                       | 0 – 3                                                               | Mali                                                                | Qual. Coppa d'Africa 2019                                           | -                                                                   |                                                                     |
| 12-10-2018                                                          | Yaoundé                                                             | Mali                                                                | 0 – 0                                                               | Burundi                                                             | Qual. Coppa d'Africa 2019                                           | -                                                                   |                                                                     |
| 16-10-2018                                                          | Bujumbura                                                           | Burundi                                                             | 1 – 1                                                               | Mali                                                                | Qual. Coppa d'Africa 2019                                           | -                                                                   |                                                                     |
| 17-11-2018                                                          | Libreville                                                          | Gabon                                                               | 0 – 1                                                               | Mali                                                                | Qual. Coppa d'Africa 2019                                           | -                                                                   |                                                                     |
| 16-6-2019                                                           | Doha                                                                | Algeria                                                             | 3 – 2                                                               | Mali                                                                | Amichevole                                                          | -                                                                   | 52’                                                                 |
| 24-6-2019                                                           | Suez                                                                | Mali                                                                | 4 – 1                                                               | Mauritania                                                          | Coppa d'Africa 2019 - 1º turno                                      | -                                                                   |                                                                     |
| 28-6-2019                                                           | Suez                                                                | Tunisia                                                             | 1 – 1                                                               | Mali                                                                | Coppa d'Africa 2019 - 1º turno                                      | -                                                                   |                                                                     |
| 8-7-2019                                                            | Suez                                                                | Mali                                                                | 0 – 1                                                               | Costa d'Avorio                                                      | Coppa d'Africa 2019 - Ottavi di finale                              | -                                                                   |                                                                     |
| 5-9-2019                                                            | Dammam                                                              | Arabia Saudita                                                      | 1 – 1                                                               | Mali                                                                | Amichevole                                                          | -                                                                   |                                                                     |
| 14-11-2019                                                          | Bamako                                                              | Mali                                                                | 2 – 2                                                               | Guinea                                                              | Qual. Coppa d'Africa 2021                                           | -                                                                   |                                                                     |
| 17-11-2019                                                          | N'Djamena                                                           | Ciad                                                                | 1 – 4                                                               | Mali                                                                | Qual. Coppa d'Africa 2021                                           | -                                                                   |                                                                     |
| 9-10-2020                                                           | Manavgat                                                            | Mali                                                                | 3 – 0                                                               | Ghana                                                               | Amichevole                                                          | 1                                                                   |                                                                     |
| 13-11-2020                                                          | Bamako                                                              | Mali                                                                | 1 – 0                                                               | Namibia                                                             | Qual. Coppa d'Africa 2021                                           | -                                                                   | cap.                                                                |
| 17-11-2020                                                          | Windhoek                                                            | Namibia                                                             | 1 – 2                                                               | Mali                                                                | Qual. Coppa d'Africa 2021                                           | -                                                                   | cap. 73’                                                            |
| 6-6-2021                                                            | Blida                                                               | Algeria                                                             | 1 – 0                                                               | Mali                                                                | Amichevole                                                          | -                                                                   |                                                                     |
| 15-6-2021                                                           | Radès                                                               | Tunisia                                                             | 1 – 0                                                               | Mali                                                                | Amichevole                                                          | -                                                                   | cap.                                                                |
| 1-9-2021                                                            | Agadir                                                              | Mali                                                                | 1 – 0                                                               | Ruanda                                                              | Qual. Mondiali 2022                                                 | -                                                                   | cap. 54’                                                            |
| 6-9-2021                                                            | Kampala                                                             | Uganda                                                              | 0 – 0                                                               | Mali                                                                | Qual. Mondiali 2022                                                 | -                                                                   | cap.                                                                |
| 7-10-2021                                                           | Agadir                                                              | Mali                                                                | 5 – 0                                                               | Kenya                                                               | Qual. Mondiali 2022                                                 | -                                                                   | cap.                                                                |
| 10-10-2021                                                          | Nairobi                                                             | Kenya                                                               | 0 – 1                                                               | Mali                                                                | Qual. Mondiali 2022                                                 | -                                                                   | cap.                                                                |
| 11-11-2021                                                          | Kampala                                                             | Ruanda                                                              | 0 – 0                                                               | Mali                                                                | Qual. Mondiali 2022                                                 | -                                                                   | cap.                                                                |
| 14-11-2021                                                          | Agadir                                                              | Mali                                                                | 1 – 0                                                               | Uganda                                                              | Qual. Mondiali 2022                                                 | -                                                                   | cap.                                                                |
| 12-1-2022                                                           | Limbe                                                               | Tunisia                                                             | 0 – 1                                                               | Mali                                                                | Coppa d'Africa 2021 - 1º turno                                      | -                                                                   | cap. 18’                                                            |
| 16-1-2022                                                           | Limbe                                                               | Gambia                                                              | 1 – 1                                                               | Mali                                                                | Coppa d'Africa 2021 - 1º turno                                      | -                                                                   | cap.                                                                |
| 20-1-2022                                                           | Douala                                                              | Mali                                                                | 2 – 0                                                               | Mauritania                                                          | Coppa d'Africa 2021 - 1º turno                                      | -                                                                   | cap. 64’                                                            |
| 26-1-2022                                                           | Limbe                                                               | Mali                                                                | 0 – 0 dts (5 – 6 dtr)                                               | Guinea Equatoriale                                                  | Coppa d'Africa 2021 - Ottavi di finale                              | -                                                                   | cap.                                                                |
| 29-3-2022                                                           | Radès                                                               | Tunisia                                                             | 0 – 0                                                               | Mali                                                                | Qual. Mondiali 2022                                                 | -                                                                   | cap.                                                                |
| 4-6-2022                                                            | Bamako                                                              | Mali                                                                | 4 – 0                                                               | Rep. del Congo                                                      | Qual. Coppa d'Africa 2023                                           | -                                                                   | cap.                                                                |
| 9-6-2022                                                            | Kampala                                                             | Sudan del Sud                                                       | 1 – 3                                                               | Mali                                                                | Qual. Coppa d'Africa 2023                                           | -                                                                   | cap.                                                                |
| 23-9-2022                                                           | Bamako                                                              | Mali                                                                | 1 – 0                                                               | Zambia                                                              | Amichevole                                                          | -                                                                   | cap.                                                                |
| 16-11-2022                                                          | Bir El Djir                                                         | Algeria                                                             | 1 – 1                                                               | Mali                                                                | Amichevole                                                          | -                                                                   | cap. 50’ 56’                                                        |
| 24-3-2023                                                           | Bamako                                                              | Mali                                                                | 2 – 0                                                               | Gambia                                                              | Qual. Coppa d'Africa 2023                                           | -                                                                   | cap. 71’                                                            |
| 18-6-2023                                                           | Brazzaville                                                         | Rep. del Congo                                                      | 0 – 2                                                               | Mali                                                                | Qual. Coppa d'Africa 2023                                           | -                                                                   | cap.                                                                |
| 8-9-2023                                                            | Bamako                                                              | Mali                                                                | 4 – 0                                                               | Sudan del Sud                                                       | Qual. Coppa d'Africa 2023                                           | -                                                                   | cap. 62’                                                            |
| 12-9-2023                                                           | Abidjan                                                             | Costa d'Avorio                                                      | 0 – 0                                                               | Mali                                                                | Amichevole                                                          | -                                                                   | cap.                                                                |
| 13-10-2023                                                          | Bamako                                                              | Mali                                                                | 1 – 0                                                               | Uganda                                                              | Amichevole                                                          | -                                                                   | 46’                                                                 |
| 17-10-2023                                                          | Portimão                                                            | Arabia Saudita                                                      | 1 – 3                                                               | Mali                                                                | Amichevole                                                          | 1                                                                   | cap.                                                                |
| 17-11-2023                                                          | Bamako                                                              | Mali                                                                | 3 – 1                                                               | Ciad                                                                | Qual. Mondiali 2026                                                 | -                                                                   | cap. 90+1’                                                          |
| 20-11-2023                                                          | Bamako                                                              | Mali                                                                | 1 – 1                                                               | Rep. Centrafricana                                                  | Qual. Mondiali 2026                                                 | -                                                                   | cap.                                                                |
| 16-1-2024                                                           | Korhogo                                                             | Mali                                                                | 2 – 0                                                               | Sudafrica                                                           | Coppa d'Africa 2023 - 1º turno                                      | 1                                                                   | cap.                                                                |
| 20-1-2024                                                           | Korhogo                                                             | Tunisia                                                             | 1 – 1                                                               | Mali                                                                | Coppa d'Africa 2023 - 1º turno                                      | -                                                                   | cap.                                                                |
| 24-1-2024                                                           | San-Pédro                                                           | Namibia                                                             | 0 – 0                                                               | Mali                                                                | Coppa d'Africa 2023 - 1º turno                                      | -                                                                   | cap.                                                                |
| 30-1-2024                                                           | Korhogo                                                             | Mali                                                                | 2 – 1                                                               | Burkina Faso                                                        | Coppa d'Africa 2023 - Ottavi di finale                              | -                                                                   | cap.                                                                |
| 3-2-2024                                                            | Bouaké                                                              | Mali                                                                | 1 – 2 dts                                                           | Costa d'Avorio                                                      | Coppa d'Africa 2023 - Quarti di finale                              | -                                                                   | cap. 120+5’                                                         |
| 26-3-2024                                                           | Marrakech                                                           | Mali                                                                | 2 – 0                                                               | Nigeria                                                             | Amichevole                                                          | -                                                                   | cap.                                                                |
| Totale                                                              |                                                                     | Presenze (10º posto)                                                | 59                                                                  |                                                                     | Reti                                                                | 3                                                                   |                                                                     |

## Palmarès

### Competizioni nazionali
- Coppa di Francia: 1

Rennes: 2018-2019